# Alles ist die Sekte
Die Sekte (A.I.D.S) jest niemiecką grupą hip-hopową powstałą w 1998 roku jako Royal TS do której należą raperzy z Aggro Berlin.

## Dyskografia
- 1998: Wissen Flow Talent (Royal TS)
- 1999: Sintflows (Die Sekte)
- 2000: Back in Dissniss (Royal TS)
- 2001: Alles ist die Sekte (A.i.d.S)
- 2001: Das Mic und Ich (A.i.d.S.)
- 2002: Album Nr.3 (Royal TS)
- 2003: Garnich so Schlimm (A.i.d.S.)
- 2009: Die Sekte (A.i.d.S.)[1]